# 秋辺得平
秋辺 得平（あきべ とくへい、1943年 - ）は、日本の社会運動家、アイヌ民族運動家。　

## 略歴

### おいたち
函館の船大工、成田萬九郎と、タラバ蟹缶詰工場の女工、秋辺ミサの子として、得撫島上陸直前の船で生まれる。なお、母方の祖父母である秋辺福治と秋辺サヨはアイヌで、夫婦の会話はアイヌ語であった。
幼少期から高校卒業まで釧路で育つ。戸籍名は、1990年まで『成田得平』であった。1972年より、札幌で木彫品の製作と販売を手がけるのと同時に、アイヌ復権運動に携わる。1973年10月『ヤイユーカラ・アイヌ民族学会』設立にかかわり、会長として現在に至る。『ヤイユーカラ』とは、「自ら行動する」の意味である。

### ウタリ協会理事に
1976年より、北海道ウタリ協会理事に就任する。1987年、釧路市に戻りアイヌ語も含め、アイヌ伝統文化の復興運動に取り組む。1977年参議院選挙全国区で、『アイヌ青年参政協議会』から「成田得平」名義で立候補するが落選する。1990年、伝統的なアイヌ民具を復元制作するために『釧路アイヌ民芸企業組合』設立にかかわり、代表理事に就任する。同年、釧路市教育委員会の教育相談員となり、ウタリ協会釧路支部長も兼務することとなる。『成田』姓を、母方の『秋辺』姓に改姓する。1992年、北海道ウタリ協会釧路地区支部連合会会長となる。1993年6月21日22日NHK教育テレビの『ＥＴＶ特集シリーズ～国際先住民年とは何か』にも、パネラーとして出演する。

### 国政選挙に立候補
1993年の第40回衆議院議員総選挙に北海道第5区から出馬するが、落選する。1999年7月から9月まで、STVラジオのアイヌ語ラジオ講座の講師をつとめる。
2001年8月6日、北海道ウタリ協会副理事長に選出される。2001年8月28日から9月7日までの南アフリカのダーバンでの国連主催の『反人種主義・差別撤廃国際会議』で、アイヌ民族として日本政府代表団に加わることを打診するが、外務省が拒否した。2009年9月13日、北方領土問題でのアイヌ民族の立場を強めるため、「千島・道東アイヌ協会」を設立するが、北海道アイヌ協会内で分裂行為との批判が高まり、2009年9月26日、北海道アイヌ協会副理事長を辞任する。北海道アイヌ協会の受託事業をめぐる経理処理の問題で、2010年2月1日、北海道アイヌ協会の理事を解任される。
しばらくメディアの露出は減っていたが、2018年12月にはアイヌ民族の立場から、民族教育について朝鮮学校で講演を行っている。2024年には、パレスチナ人はパレスチナの地における先住民族だとして、ネタニヤフ政権に停戦を訴えている。